# Montpollin
Montpollin è un ex comune francese, situato nel dipartimento del Maine e Loira nella regione dei Paesi della Loira. Fino al 2012 ha costituito un comune autonomo, per poi confluire insieme ai comuni di Baugé, Pontigné, Saint-Martin-d'Arcé e Le Vieil-Baugé nel nuovo comune di Baugé-en-Anjou.

## Società

### Evoluzione demografica
Abitanti censiti